# Anna Sprengel
Anna Sprengel (†1891), comtesse de Landsfeldt, fille naturelle de Louis Ier de Bavière et de Lola Montez, est un personnage dont l'existence n'a jamais été prouvée et dont il semblerait aujourd'hui qu'il ait été inventé de toutes pièces par William Wynn Westcott pour donner une légitimité à la Golden Dawn.

## L'anecdote
D'après William Wynn Westcott, avec qui elle aurait selon lui entrenu une volumineuse correspondance, cette femme aurait vécu à Nuremberg et serait à l'origine de la Golden Dawn vers 1886. Elle aurait détenu un rituel rosicrucien et aurait nommé Westcott à la tête de la branche de la Golden Dawn installée dans les Îles Britanniques. 
Un des amis de Westcott parvint à déchiffrer une série de manuscrits que l'occultiste Fred Hockley avait ramené d'Allemagne et que lui aurait transmis une société secrète germanique rosicrucienne. L'adresse qui y figurait, codée également, était celle d'une certaine Anna Sprengel, comtesse de Landsfeldt, à Nuremberg. C'est ainsi que Westcott serait entré en contact avec Anna Sprengel. 
Cependant, en 1886, Anna Sprengel aurait déjà établi un contact avec celui qui allait devenir le dirigeant tout puissant de la Golden Dawn en Grande-Bretagne, à savoir Samuel Liddell Mathers (1854-1918). Anna Sprengel aurait donc octroyé à S.L. Mathers, une charte l'autorisant à fonder des loges de la Golden Dawn dans les Îles Britanniques. Westcott et Mathers vont dès lors collaborer et développer la Golden Dawn, notamment en France et aux États-Unis.